# Handleyomys
Handleyomys é um gênero de roedores da família Cricetidae.

## Espécies
- Handleyomys alfaroi (J. A. Allen, 1891)
- Handleyomys chapmani (Thomas, 1898)
- Handleyomys fuscatus (J. A. Allen, 1912)
- Handleyomys intectus (Thomas, 1921)
- Handleyomys melanotis (Thomas, 1893)
- Handleyomys rhabdops (Merriam, 1901)
- Handleyomys rostratus (Merriam, 1901)
- Handleyomys saturatior (Merriam, 1901)